# Філосфера

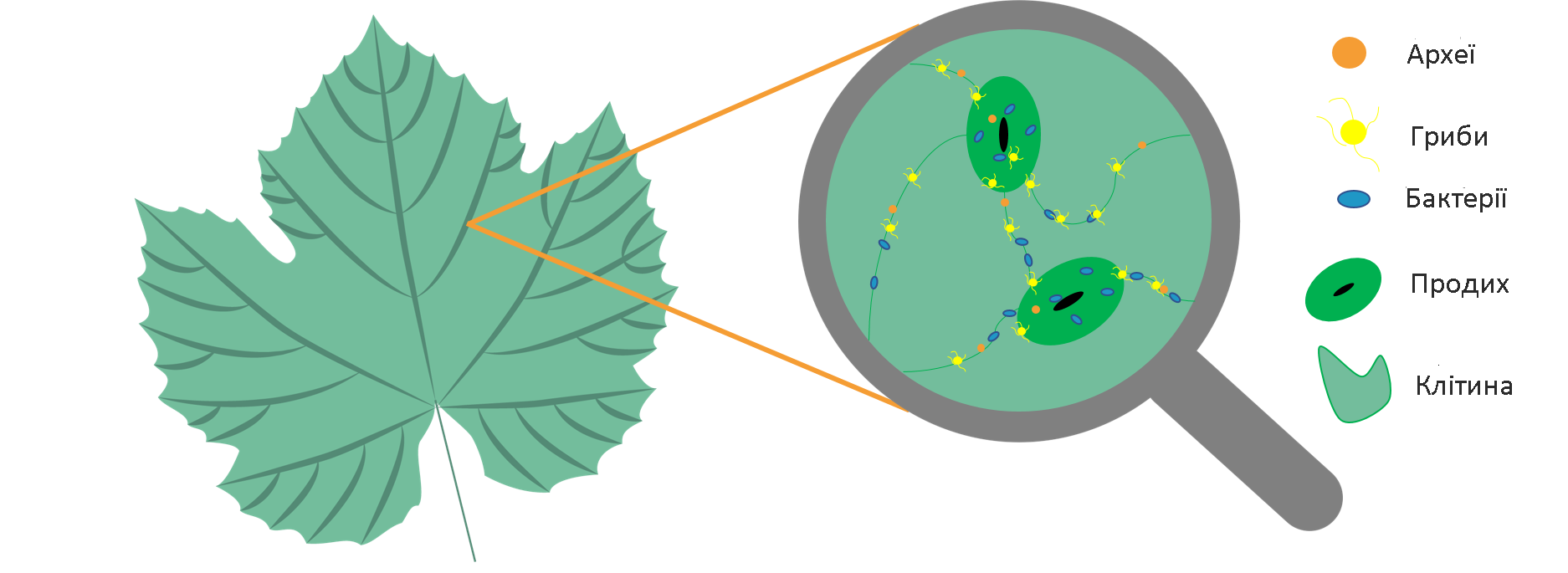
Повітряну поверхню рослин, переважно зайняту листям, заселяють різноманітні мікроорганізми, які утворюють філосферу

Філосфера — це термін, який застосовується в мікробіології для позначення надземної поверхні рослини загалом, якщо розглядати її як оселище мікроорганізмів. Зі свого боку філосферу можна розділити на каулосферу (стебла), філоплан (листя), антосферу (квіти) і карпосферу (плоди). Підземні оселища мікроорганізмів (тобто невеликий об’єм ґрунту, що оточує поверхню коріння або підземних стебел) називаються ризосферою та леймосферою. Більшість рослин містять різноманітні угруповання мікроорганізмів, включно з бактеріями, грибами, археями та протистами. Деякі з них є корисними для рослини, інші діють як збудних хвороб рослин і можуть уражувати рослину-хазяїн або навіть вбити її.